# Žiroslavje
Žiroslavje is een plaats in de gemeente Suhopolje in de Kroatische provincie Virovitica-Podravina. De plaats telt 82 inwoners (2001).